# Morti nel 1568
| Questa pagina contiene informazioni ricavate automaticamente dalle voci biografiche con l'ausilio del template Bio e di un bot. L'aggiornamento è periodico e automatico e ricostruisce completamente la pagina. Se manca una persona in questa lista, sei pregato di non aggiungerla, ma accertati piuttosto che la sua voce biografica contenga il template Bio e che i dati anagrafici siano correttamente compilati. Se il template Bio manca, inseriscilo tu stesso o, in alternativa, metti l'avviso {{tmp\|Bio}} che ne segnala la mancanza. Se i dati riportati sono sbagliati, correggi direttamente la voce biografica; le modifiche saranno visibili in questa lista entro pochi giorni. Per chiarimenti vedi il progetto biografie. La lista contiene solo le 87 persone che sono citate nell'enciclopedia e per le quali è stato implementato correttamente il template Bio. Pagina aggiornata al 2 giu 2025. |

## Gennaio(5)
- 6 gennaio - Clemente d'Olera, cardinale e vescovo cattolico italiano (n. 1501)
- 15 gennaio - Nicolaus Olahus, arcivescovo cattolico e alchimista ungherese (n. 1493)
- 16 gennaio - Magdalena Zeger, astronoma e astrologa tedesca (n. 1491)
- 25 gennaio - Guillaume Pellicier, diplomatico e vescovo cattolico francese
- 26 gennaio - Catherine Grey, nobile britannica (n. 1540)

## Febbraio(2)
- 15 febbraio - Enrico di Brederode, nobile olandese (n. 1531)
- 18 febbraio - Gaspar Becerra, scultore e pittore spagnolo (n. 1520)

## Marzo(5)
- 3 marzo - Charlotte de Laval, nobildonna francese (n. 1530)
- 19 marzo - Elizabeth Seymour, nobile inglese (n. 1518)
- 20 marzo - Alberto I di Prussia, nobile prussiano (n. 1490)
- 20 marzo - Anna Maria di Brunswick-Lüneburg, nobile (n. 1532)
- 24 marzo - Pandolfo della Stufa, politico italiano (n. 1500)

## Aprile(6)
- 4 aprile - Alessandro Strozzi, vescovo cattolico italiano (n. 1516)
- 14 aprile - Bartolomé Sebastián de Aroitia, arcivescovo cattolico spagnolo
- 16 aprile - Guglielmo Grataroli, medico e filosofo italiano (n. 1516)
- 27 aprile - Onofrio Panvinio, storico italiano (n. 1530)
- 27 aprile - Giovanni Michele Saraceni, nobile e cardinale italiano (n. 1498)
- 30 aprile - Ludovico Simonetta, cardinale e vescovo cattolico italiano

## Maggio(5)
- 6 maggio - Bernardo Salviati, cardinale e condottiero italiano (n. 1508)
- 13 maggio - Sofia di Pomerania, regina (n. 1498)
- 15 maggio - Anna di Lorena, principessa francese (n. 1522)
- 23 maggio - Giovanni di Ligne, nobile olandese (n. 1525)
- 30 maggio - Lorenzo Pagni, notaio, politico e diplomatico italiano (n. 1490)

## Giugno(4)
- 3 giugno - Andrés de Urdaneta, esploratore e navigatore spagnolo (n. 1498)
- 5 giugno - Filippo di Montmorency, ammiraglio olandese
- 5 giugno - Lamoral di Egmont, nobile e condottiero fiammingo (n. 1522)
- 11 giugno - Enrico V di Brunswick-Lüneburg, tedesco (n. 1489)

## Luglio(6)
- 6 luglio - Johannes Oporinus, umanista, medico e editore svizzero (n. 1507)
- 13 luglio - William Turner, medico, naturalista e presbitero britannico (n. 1508)
- 18 luglio - Ottaviano Preconio, arcivescovo cattolico italiano (n. 1502)
- 24 luglio - Don Carlos, principe spagnolo (n. 1545)
- 27 luglio - Gabriele Cesano, vescovo cattolico italiano (n. 1490)
- 29 luglio - Cesare Guasco, nobile e condottiero italiano

## Agosto(3)
- 14 agosto - Stanislao Kostka, gesuita polacco (n. 1550)
- 15 agosto - Bernardino della Croce, vescovo cattolico svizzero (n. 1502)
- 21 agosto - Jean de la Valette, condottiero e presbitero francese (n. 1494)

## Settembre(2)
- 7 settembre - Marcantonio Natta, giurista italiano
- 11 settembre - Vincenza Armani, attrice teatrale, poetessa e cantante lirica italiana (n. 1530)

## Ottobre(7)
- 3 ottobre - Elisabetta di Valois, principessa francese (n. 1545)
- 3 ottobre - Giovanni Tancredi, teologo e francescano italiano
- 13 ottobre - Camillo Mantovano, pittore italiano
- 14 ottobre - Jacques Arcadelt, compositore fiammingo (n. 1507)
- 19 ottobre - Gaspare Capris, vescovo cattolico italiano
- 28 ottobre - Ashikaga Yoshihide, militare giapponese (n. 1538)
- 28 ottobre - Girolamo Gallarati, vescovo cattolico italiano

## Novembre(4)
- 14 novembre - Francesco Abbondio Castiglioni, cardinale e vescovo cattolico italiano (n. 1523)
- 18 novembre - Ludovico II Pico della Mirandola, nobile e condottiero italiano (n. 1525)
- 19 novembre - Vitellozzo Vitelli, cardinale e vescovo cattolico italiano (n. 1532)
- 28 novembre - Martino Bernardini, mercante e nobile italiano (n. 1487)

## Dicembre(7)
- 1º dicembre - Luigi Tansillo, poeta italiano (n. 1510)
- 9 dicembre - Fernando de Valdés y Salas, politico e vescovo spagnolo (n. 1483)
- 11 dicembre - Gianbernardino Scotti, cardinale e arcivescovo cattolico italiano (n. 1493)
- 13 dicembre - Giulio Cesare Pallavicino, militare e politico italiano
- 23 dicembre - Roger Ascham, scrittore e pedagogo inglese (n. 1515)
- 28 dicembre - Cristoforo di Württemberg, duca tedesco (n. 1515)
- 31 dicembre - Shimazu Tadayoshi, militare giapponese (n. 1493)

## Senza giorno specificato(31)
- Lucia Albani Avogadro, poetessa italiana (n. 1534)
- Nero Alberti da Sansepolcro, intagliatore e poeta italiano (n. 1502)
- Amato Lusitano, medico e botanico portoghese (n. 1511)
- Maria d'Aragona, nobildonna italiana (n. 1503)
- Toribio de Benavente Motolinia, missionario e storico spagnolo (n. 1482)
- Pierre Bontemps, scultore francese (n. 1507)
- Pietro Giovanni Calvano, pittore italiano
- Alessandro Caravia, poeta italiano (n. 1503)
- Adamo Centurione, nobile italiano
- Ñuflo de Chaves, navigatore spagnolo (n. 1518)
- Girolamo Dente, pittore italiano (n. 1510)
- Ludovico Dolce, scrittore e grammatico italiano
- Ensapa Lobsang Döndrup, monaco buddhista tibetano (n. 1505)
- Lucas Gassel, pittore fiammingo (n. 1490)
- Willem Key, pittore fiammingo
- Antonio Morandi, architetto italiano (n. 1508)
- Nagao Fujikage, militare giapponese
- Nanni di Baccio Bigio, architetto italiano
- Antonio Numai, vescovo cattolico italiano
- Garcia de Orta, botanico portoghese (n. 1501)
- Juan de Ortega, matematico spagnolo (n. 1480)
- Vincenzo Pagani, pittore italiano
- Jöran Persson, politico svedese (n. 1530)
- Riccardo Perucolo, pittore italiano
- Girolamo Pittoni, scultore e architetto italiano (n. 1490)
- Ferrante Sanseverino, nobile italiano (n. 1507)
- Simon de Châlons, pittore francese (n. 1506)
- Stjepan Konzul Istranin, teologo croato (n. 1521)
- Bartolomeu Velho, cartografo portoghese
- Henrique I del Congo, re
- Johann Wilhelm von Fürstenberg, nobile tedesco (n. 1500)